# Stazione di Palestro
Stazione di Palestro vasútállomás Olaszországban, Lombardia régióban, Palestro településen.

## Vasútvonalak
Az állomást az alábbi vasútvonalak érintik:
- Vercelli–Pavia-vasútvonal

## Kapcsolódó állomások
A vasútállomáshoz az alábbi állomások vannak a legközelebb:
- Stazione di Robbio (Stazione di Pavia)
- Stazione di Vercelli (Stazione di Vercelli)